# FC Porto TV
FC Porto TV é uma plataforma online gratuita de streaming de conteúdos exclusivos e transmissão de jogos relacionados ao FC Porto, lançada a 26 de julho de 2019. Para além de séries exclusivas, também transmite programas antes estreados no Porto Canal e jogos em direto das modalidades de Andebol, Basquetebol, Hóquei e da formação de futebol do clube. A FC Porto TV é uma plataforma onde se pode acessar através do navegador ou até mesmo da aplicação. Desta maneira, a FC Porto TV permite digitalizar online os conteúdos passados na TV aberta e ainda adicionar mais conteúdo.